# Klay Thompson
Klay Thompson, född den 8 februari 1990, är en amerikansk professionell basketspelare som spelar för Dallas Mavericks i NBA. Han har tidigare spelat för Golden State Warriors. Thompson ingick i det amerikanska lag som vann OS-guld i herrbasket vid olympiska sommarspelen 2016. Han har vunnit 4 NBA titlar, 2015, 2017, 2018 och 2022.